# La pared
«La pared» es el cuarto sencillo del álbum Fijación oral vol. 1 de Shakira, lanzado en Hispanoamérica y España durante el último cuarto del 2006. Escrita y producida por Shakira.

## Vídeo musical
El video musical para el sencillo, fue rodado en México durante dos conciertos consecutivos del Oral Fixation Tour de la artista. La dirección estuvo a cargo de Jaume de La Iguana, mientras Shakira fue la codirectora. En los 10 más pedidos de MTV Latinoamérica el video ha sido muy bien acogido por el público. El video completo 67 días ininterrumpidos dentro de los 10 más importantes de este canal, su posición más alta ha sido la n.º 2 en dos oportunidades.. El 19 de abril de 2007 salió por primera vez de la lista desde el día en que fue estrenado, las últimas dos semanas el video se mantuvo entre los 10 más importantes a pesar de haber sido retirado del listado de votación. A la fecha suma 69 días dentro del conteo.
En la lista de Los 100 + Pedidos 2007 de MTV Norte, el video sacó el lugar n.º 14, derrotando a varios titanes de la lista, considerando los temas en español, se colocó en el puesto 3, solo debajo de Luz sin gravedad y Los malaventurados no lloran, quienes se ubicaron el 3 y 2, respectivamente, de la lista, solo debajo de Girlfriend.
Fue el 12º video más exitoso del 2007 en Iberoamérica incluso superando al de Las de la intuición que quedó nº13.
Si tenemos en cuenta solo los vídeos en español, quedó n.º 6. En Youtube, el vídeo supera los 12 millones de visitas.

## Versiones
«La pared» tiene una versión acústica, que cuenta solo con piano, voz solo y coros. Esta está incluida en su álbum Fijación oral vol. 1 y fue presentada por Shakira en los Grammy Awards Latinos del 2006.

## Posicionamiento
«La Pared» debutó en España en Los 40 Principales en la posición n.º 31 y después de tres meses (30 de diciembre de 2006) consiguió ocupar la primera posición. De este modo, Shakira consolida su séptimo sencillo número uno en las listas españolas, cuatro de los cuales (La tortura, No, «Hips don't lie» y «La pared») los obtuvo con material de su último trabajo discográfico Fijación oral vol. 1.
En Argentina La Pared fue N.º 1 durante 1 semana.
El vídeo de «La pared» apareció como novedad en el canal MTV, al día siguiente era nº10 y rápidamente se situó entre los primeros puestos, siempre rotando entre el n.º 2 y el n.º 3. En Much Music llegó al n.º 1. En CM, otro canal de videos, se situó en la mitad de los 10 primeros, y llegó hasta la posición n.º 2.
| Listas (2006)               | Mejor Posición                                        |
| --------------------------- | ----------------------------------------------------- |
| España Los 40 Principales   | 1 (2 Semanas)                                         |
| España Hot 100              | 1 (2 Semanas)                                         |
| Chile Top 100               | 23                                                    |
| Ritmo Son Latino            | 4 Archivado el 4 de marzo de 2016 en Wayback Machine. |
| MTV Latin Norte             | 2                                                     |
| MTV Latin Sur               | 1                                                     |
| Top 40 Argentina            | 1                                                     |
| Top 100 Iberoamerica Videos | 1 (3}                                                 |

## Posicionamiento en listas
| Lista (2006)                | Mejor posición |
| --------------------------- | -------------- |
| España (Los 40 Principales) | 1              |

### Trayectoria en listas
| Posición | 31 | 29 | 24 | 18 | 14 | 13 | 12 | 13 | 11 | 9 | 7 | 1 | 1 | 3 | 5 | 7 | 8 | 14 | 15 | 17 | 32 | 36 | 38 | 40 | * |